# Црква Светог Јована Крститеља у Трнави
 Храм Светог Јована Крститеља је српска православна црква која се налази у Трнави, општина Прешево.

## Историјат
Црква је подигнута између два светска рата, око 1937. године, али је потпуно девастирана и уништена. Године 1989. црква је обновљена на темељима старе уз помоћ Владе Републике Србије. У периоду од 2005. до 2015. године обновљен је црквени иконостас, а извршено је и уређење цркве и спољашње фасаде.
Црква је више пута оскрнављена и обијана од стране Шиптара.